# Jošiharu Ueno
Jošiharu Ueno (japonsko 上野 良治), japonski nogometaš, * 21. april 1973.
Za japonsko reprezentanco je odigral eno uradno tekmo.